# Nipponomyia sumatrana
Nipponomyia sumatrana är en tvåvingeart som först beskrevs av de Meijere 1924.  Nipponomyia sumatrana ingår i släktet Nipponomyia och familjen hårögonharkrankar. Inga underarter finns listade i Catalogue of Life.